# Ливадийский парк
Ливадийский парк — ландшафтный парк с элементами регулярного. Расположен на территории Ливадии (Большая Ялта), на склоне горы Могаби. Памятник садово-паркового искусства. Заложен в конце XIX века.

## Описание
Площадь парка — 47,5 га. На его территории сосредоточено около 400 видов и садовых форм деревьев и кустарников, в том числе секвойядендрон гигантский, кедр ливанский, кедр гималайский, кедр атласский голубой, лавровишня лекарственная, лавровишня португальская, Сосна Сабина, сосна пицундская, сосна крымская, земляничник крупноплодный, глициния и другие.
В парке расположены несколько фонтанов (в том числе фонтан «Ливадия», украшенный арабской вязью) и 80-метровая пергола, увитая розами, виноградом и глициниями, которая оканчивается восьмиугольной площадкой, обрамлённой розами Банкса. Также на территории парка имеются беседки (Царская, Розовая, Турецкая).
Из парка к морю можно спуститься по туннелю или на лифте.

## Достопримечательности
- Памятник Александру III.